# Кълъмбия Фолс
Вижте пояснителната страница за други значения на Колумбия.
Кълъмбия Фолс (на английски: Columbia Falls) е град в окръг Флатхед, щата Монтана, САЩ. Кълъмбия Фолс е с население от 3645 жители (2000) и обща площ от 3,9 km². Намира се на 941 m надморска височина. ЗИП кодът му е 59912, а телефонният му код е 406.